# Adrian Borland

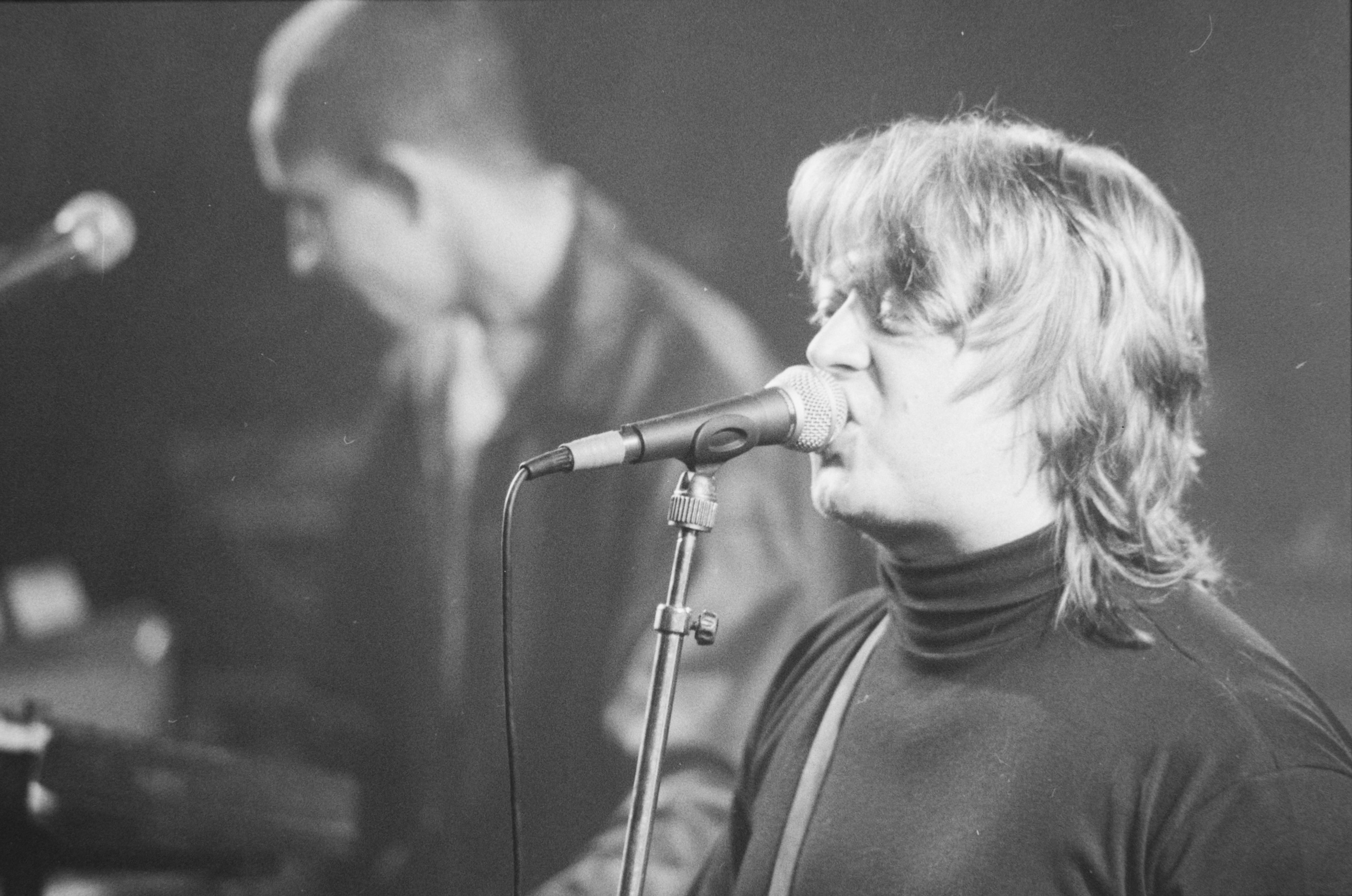
Borland & The Sound (1987)

Adrian Kelvin Borland (* 6. Dezember 1957 in London; † 26. April 1999 in London) war ein britischer Songschreiber, Gitarrist, Sänger und Produzent.

## Biografie

### Musikalisches Schaffen

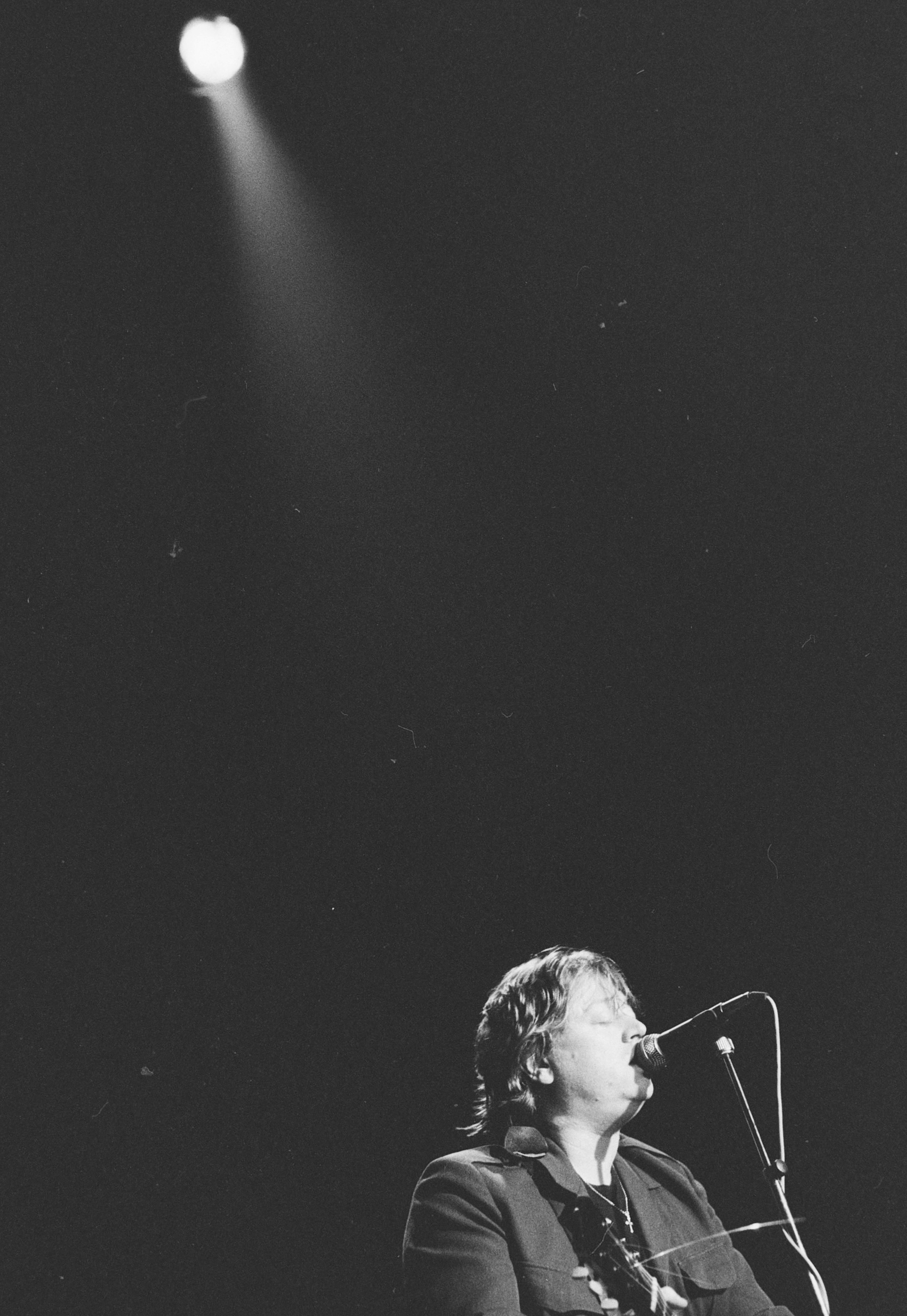
Adrian Borland (1997)

Adrian Borlands musikalisches Schaffen begann Ende der 1970er Jahre mit dem britischen Punktrio The Outsiders. Mit neuem Musikstil und erweiterter Besetzung spielte er als Frontmann der Gruppe The Sound von 1979 bis 1987 sechs Studioalben und eine EP ein. Sein zwischenzeitliches Nebenprojekt Second Layer veröffentlichte 1981 den Longplayer World Of Rubber. Von 1985 an begann er unter dem Pseudonym Joachim Pimento sein Projekt Honolulu Mountain Daffodils, mit dem er bis 1991 drei Alben aufnahm.
Im Anschluss an seine Zeit mit The Sound startete er eine Solokarriere, die er anfangs mit der Hintergrundband The Citizens bestritt. Nebenbei produzierte er auch Alben für andere Bands wie zum Beispiel Into Paradise.
Ab 1995 war er mit Carlo van Putten, dem Sänger von The Convent, an der Entstehung der ersten beiden Alben des Projekts White Rose Transmission beteiligt; 700 Miles of Desert (1999), fast vollständig von Borland geschrieben, wurde damit zu seinem letzten fertiggestellten Werk zu Lebzeiten. (Das letzte Stücke des Albums Dead Guitar inspirierte die Gründungsmitglieder der gleichnamigen Band Dead Guitars, zu denen 2002 auch Carlo van Putten gehörte.)

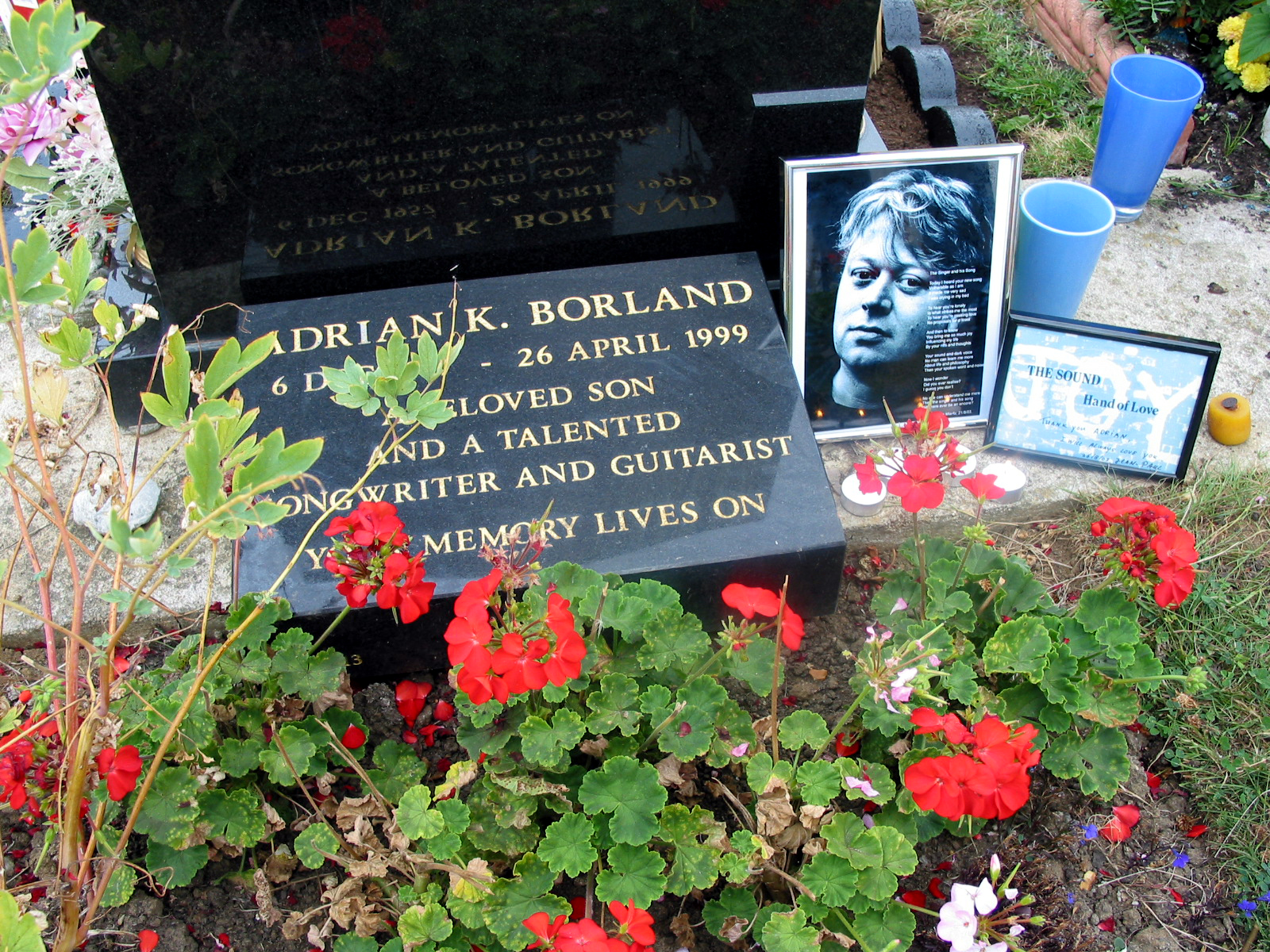
Grab von Adrian Borland auf dem Morden Cemetry in London

Adrian Borland litt seit Mitte der 1980er Jahre erkennbar unter Depressionen, vermutlich ausgelöst durch eine schizoaffektive Störung. Er befand sich mitten in den Aufnahmen für sein neues Album Harmony & Destruction, als er sich im April 1999 an einem frühen Montagmorgen am Bahnhof Wimbledon mit Suizidabsicht vor einen Zug stürzte und verstarb. Das Album wurde ohne ihn fertiggestellt und 2002 postum veröffentlicht.

## Nachlass
Einer der letzten Live-Auftritte von Borland fand 1994 in Osterholz-Scharmbeck im Kulturzentrum Kleinbahnhof (KUZ) zusammen mit The Convent statt. Zu Ehren von Borland wurde 2018 in einem benachbarten Kino die Dokumentation: „Walking in the opposite Direction – Doku über The Sound & Adrian Borland“ als Deutschlandpremiere gezeigt; im Anschluss spielte Mike Dudley, der frühere Schlagzeuger von The Sound, mit den Musikern von The Convent unter dem Projektnamen In2TheSound zur Erinnerung an den Auftritt von 1994 wieder im KUZ.

## Diskografie

### Alben
- 1989: Alexandria
- 1992: Brittle Heaven
- 1994: Beautiful Ammunition
- 1995: Cinematic
- 1997: 5:00 AM
- 2000: The Last Days of the Rain Machine
- 2002: Harmony & Destruction
- 2006: The Amsterdam Tapes
- 2019: Lovefield

### Singles und EPs
- 1989: Light the Sky
- 1989: Beneath the Big Wheel
- 1992: All the Words
- 1997: Over the Under

### Compilations
- 1996: Cinematic Overview

### MitThe Outsiders
- 1997: Calling on Youth (Album)
- 1977: One to Infinity (EP)
- 1978: Close Up (Album)
- 1993: Vital Years (Compilation)

### MitSecond Layer
- 1979: Flesh as Property (EP)
- 1980: State of Emergency (EP)
- 1981: World of Rubber (Album)
- 1987: Second Layer (Compilation)

### MitThe Sound
siehe The Sound

### MitHonolulu Mountain Daffodils
(als Joachim Pimento)
- 1987: Guitars of the Oceanic Undergrowth (Album)
- 1988: Tequila Dementia (Album)
- 1989: Also Spracht Scott Thurston (Single)
- 1991: Psychic Hit-List Victims (EP)
- 1991: Aloha Sayonara (Album)

### MitWhite Rose Transmission
siehe White Rose Transmission